# Pyrinia incensata
Pyrinia incensata es una especie de polilla de la familia Geometridae. La especie fue descrita por primera vez por Francis Walker habiendo sido descrita en 1858, con distribución en Brasil. Sintipos de la especie fueron descritos en Pará.

## Descripción
Los adultos presentan una vibrante coloración ocre, mientras que sus alas presentan pequeñas motas rojas. La línea exterior es roja, con una forma recta e inclinada claramente distinguible. En las alas anteriores, la línea submarginal es roja, pero poco nítida, casi desvaneciéndose. Las alas anteriores tienen una forma ligeramente puntiaguda y presentan un punto basal hialino (similar al vidrio). Presenta una tenue línea roja curva en el interior, mientras que la línea exterior se bifurca cerca de la costa, incorporando una mancha violácea en esa región.